# Paul Maischein
Paul Maischein (ur. 6 czerwca 1912, zm. 26 września 1988) – zbrodniarz nazistowski, członek załogi niemieckich obozów koncentracyjnych Buchenwald i Mittelbau-Dora oraz SS-Rottenführer.
Pełnił służbę w kompleksie Mittelbau-Dora (do 1 października 1944 był to podobóz Buchewaldu) od 5 stycznia 1944 do 4 kwietnia 1945 jako sanitariusz. Do 28 grudnia 1944 przebywał w obozie głównym, następnie przeniesiono go do podobozu Rottleberode. Tutaj oprócz stanowiska sanitariusza oddziałów SS pełnił funkcję kierownika szpitala dla więźniów oraz odpowiadał za raporty medyczne dotyczące zarówno esesmanów, jak i więźniów. Rottleberode opuścił wraz z kolumną ewakuacyjną więźniów, którą skierowano do Gardelegen.
Maischein zasiadł na ławie oskarżonych w procesie US vs. Kurt  Andrae i inni przed amerykańskim Trybunałem Wojskowym w Dachau. Skazany został za udział w zbrodniach popełnionych na więźniach obozu na 5 lat pozbawienia wolności. Jak ustalił trybunał, oskarżony sporządzał fałszywe akty zgonów więźniów i wyjmował złote zęby ofiarom obozu.